# Tournoi de tennis de San Luis Potosí
L'Open Challenger de San Luis est un tournoi international de tennis masculin du circuit professionnel Challenger. Il se tient tous les ans au mois d'avril à San Luis Potosí, au Mexique. Il a été créé en 1980 et se joue sur terre battue en extérieur.
En 2023, une 1re édition féminine est créée en catégorie WTA 125.

## Palmarès dames

### Simple
| No | Date       | Nom et lieu du tournoi                | Catégorie | Dotation  | Surface      | Vainqueure             | Finaliste       | Score         |         |
| -- | ---------- | ------------------------------------- | --------- | --------- | ------------ | ---------------------- | --------------- | ------------- | ------- |
| 1  | 27-03-2023 | San Luis Potosí 125, San Luis Potosí  | WTA 125   | 115 000 $ | Terre (ext.) | Elisabetta Cocciaretto | Sara Errani     | 5-7, 6-4, 7-5 | Tableau |
| 2  | 25-03-2024 | San Luis Potosí Open, San Luis Potosí | WTA 125   | 115 000 $ | Terre (ext.) | Nadia Podoroska        | Francesca Jones | 6-1, 6-2      | Tableau |

### Double
| No | Date       | Nom et lieu du tournoi               | Catégorie | Dotation  | Surface      | Vainqueures                          | Finalistes                          | Score            |         |
| -- | ---------- | ------------------------------------ | --------- | --------- | ------------ | ------------------------------------ | ----------------------------------- | ---------------- | ------- |
| 1  | 27-03-2023 | San Luis Potosí 125 San Luis Potosí  | WTA 125   | 115 000 $ | Terre (ext.) | Aliona Bolsova Andrea Gámiz          | Oksana Kalashnikova Katarzyna Piter | 7-65, 6-4        | Tableau |
| 2  | 25-03-2024 | San Luis Potosí Open San Luis Potosí | WTA 125   | 115 000 $ | Terre (ext.) | Angelica Moratelli Camilla Rosatello | Tímea Babos Vera Zvonareva          | 6-3,3-6, [15-13] | Tableau |

## Palmarès messieurs

### Simple
| Année     | Vainqueur                            | Finaliste                            | Score                                |
| --------- | ------------------------------------ | ------------------------------------ | ------------------------------------ |
| 1980      | Adolfo González                      | Guillermo Stevens                    | 6-4, 6-4                             |
| 1981      | Rick Fagel                           | Steve Meister                        | 7-6, 6-1                             |
| 1982-1983 | Non joué                             | Non joué                             | Non joué                             |
| 1984      | Tim Wilkison                         | Javier Contreras                     | 6-2, 6-2                             |
| 1985      | Leonardo Lavalle                     | Andy Andrews                         | 4-6, 6-3, 6-4                        |
| 1986      | Derrick Rostagno                     | Charles Bud Cox                      | 6-4, 6-1                             |
| 1987      | Leonardo Lavalle                     | Jorge Lozano                         | 6-4, 3-6, 6-4                        |
| 1988      | Peter Doohan                         | Agustín Moreno                       | 6-4, 6-4                             |
| 1989      | Jorge Lozano                         | Peter Doohan                         | 6-4, 6-4                             |
| 1990      | Ricki Osterthun                      | MaliVai Washington                   | 6-4, 6-4                             |
| 1991      | Pablo Arraya                         | Jamie Morgan                         | 6-1, 5-7, 6-3                        |
| 1992      | Leonardo Lavalle                     | Francisco Montana                    | 6-0, 6-7, 6-4                        |
| 1993      | Horst Skoff                          | Luis Herrera                         | 2-6, 6-2, 6-2                        |
| 1994      | Nicolás Pereira                      | Luis Herrera                         | 6-7, 6-2, 6-2                        |
| 1995-1997 | Non joué                             | Non joué                             | Non joué                             |
| 1998      | Luis Adrián Morejón                  | Andrés Zingman                       | 6-1, 2-6, 6-4                        |
| 1999      | Non joué (aucun résultat disponible) | Non joué (aucun résultat disponible) | Non joué (aucun résultat disponible) |
| 2000      | Agustín Calleri                      | Mariano Hood                         | 7-5, 6-4                             |
| 2001      | Martín Rodríguez                     | Ota Fukárek                          | 67-7, 7-62, 7-68                     |
| 2002      | Dick Norman                          | Paul-Henri Mathieu                   | 2-6, 6-2, 6-4                        |
| 2003      | Dick Norman                          | Federico Browne                      | 7-5, 0-6, 6-4                        |
| 2004      | Mariano Delfino                      | Sergio Roitman                       | 6-4, 6-4                             |
| 2005      | Fernando Vicente                     | Dick Norman                          | 6-4, 6-4                             |
| 2006      | Rainer Eitzinger                     | Paolo Lorenzi                        | 6-4, 65-7, 7-5                       |
| 2007      | Fernando Vicente                     | Santiago Giraldo                     | 6-3, 6-3                             |
| 2008      | Brian Dabul                          | Mariano Puerta                       | Forfait                              |
| 2009      | Santiago Giraldo                     | Paolo Lorenzi                        | 6-2, 63-7, 6-2                       |
| 2010-2011 | Non joué                             | Non joué                             | Non joué                             |
| 2012      | Rubén Ramírez Hidalgo                | Paolo Lorenzi                        | 3-6, 6-3, 6-4                        |
| 2013      | Alessio Di Mauro                     | Daniel Kosakowski                    | 4-6, 6-3, 6-2                        |
| 2014      | Paolo Lorenzi                        | Adrián Menéndez-Maceiras             | 6-1, 6-3                             |
| 2015      | Guido Pella                          | James McGee                          | 6-3, 6-3                             |
| 2016      | Pedja Krstin                         | Marcelo Arévalo                      | 6-4, 6-2                             |
| 2017      | Andrej Martin                        | Adrián Menéndez-Maceiras             | 7-5, 6-4                             |
| 2018      | Marcelo Arévalo                      | Roberto Cid Subervi                  | 6-3, 63-7, 6-4                       |
| 2019      | Marc-Andrea Hüsler                   | Adrián Menéndez-Maceiras             | 7-5, 7-63                            |
| 2020-2021 | Non joué                             | Non joué                             | Non joué                             |
| 2022      | Antoine Bellier                      | Renzo Olivo                          | 62–7, 6–4, 7–5                       |

### Double
| Année     | Vainqueurs                                   | Finalistes                                 | Score                                |
| --------- | -------------------------------------------- | ------------------------------------------ | ------------------------------------ |
| 1980      | Mike Barr Réjean Genois                      | Ramiro Benavides Gabriel Urpi              | 6-4, 6-4                             |
| 1981      | Brad Drewett George Hardie                   | Rich Andrews Kevin Cook                    | 5-7, 6-3, 7-6                        |
| 1982-1983 | Non joué                                     | Non joué                                   | Non joué                             |
| 1984      | Juan Hernández Francisco Maciel              | Ross Case Chris Dunk                       | 6-4, 6-2                             |
| 1985      | John Mattke Sashi Menon                      | Richard Akel Jeff Arons                    | 7-6, 6-3                             |
| 1986      | Charles Bud Cox Jon Levine                   | Stéphane Bonneau Iñaki Calvo               | 7-6, 4-6, 6-4                        |
| 1987      | John Letts Rick Rudeen                       | Karl Richter Mark Wooldridge               | 6-3, 6-4                             |
| 1988      | Luis Herrera Javier Ordaz                    | Agustín Moreno Fernando Perez-Pascal       | 4-6, 7-6, 6-4                        |
| 1989      | Luis Herrera Javier Ordaz                    | Mark Knowles Brian Page                    | 6-4, 6-7, 6-3                        |
| 1990      | Leonardo Lavalle Jorge Lozano                | Luis Herrera Fernando Perez-Pascal         | 5-7, 6-3, 6-2                        |
| 1991      | Mauricio Hadad Daniel Orsanic                | Scott Partridge Kenny Thorne               | 6-4, 3-6, 6-3                        |
| 1992      | Luis Herrera Leonardo Lavalle                | Francisco Maciel Agustín Moreno            | 6-2, 6-2                             |
| 1993      | Javier Frana Leonardo Lavalle                | Francisco Montana Bryan Shelton            | 6-3, 4-6, 6-4                        |
| 1994      | Oliver Fernández Leonardo Lavalle            | Luis Herrera Ismael Hernández              | 7-5, 7-5                             |
| 1995-1997 | Non joué                                     | Non joué                                   | Non joué                             |
| 1998      | Edwin Kempes Peter Wessels                   | José Frontera Bobby Kokavec                | 7-6, 4-6, 7-5                        |
| 1999      | Non joué (aucun résultat disponible)         | Non joué (aucun résultat disponible)       | Non joué (aucun résultat disponible) |
| 2000      | José de Armas Jimy Szymanski                 | Jocelyn Robichaud Michael Sell             | 5-7, 6-4, 6-2                        |
| 2001      | Edgardo Massa Sergio Roitman                 | Paul Hanley Nathan Hanley                  | 6-4, 5-7, 7-63                       |
| 2002      | Dick Norman Orlin Stanoytchev                | Ignacio Hirigoyen Sebastián Prieto         | Forfait                              |
| 2003      | Alex Bogomolov Frédéric Niemeyer             | Markus Hantschk Alexander Peya             | 6-4, 7-65                            |
| 2004      | Tuomas Ketola Rogier Wassen                  | Marcelo Amador Jorge Haro                  | 6-2, 6-2                             |
| 2005      | Łukasz Kubot Oliver Marach                   | Juan Pablo Brzezicki Juan Pablo Guzmán     | 6-1, 3-6, 6-3                        |
| 2006      | Daniel Garza Dawid Olejniczak                | Héctor Almada Victor Romero                | 6-2, 6-2                             |
| 2007      | Jérémy Chardy Marcelo Melo                   | Jorge Aguilar Pablo González               | 6-0, 6-3                             |
| 2008      | Travis Parrott Filip Polášek                 | Jean-Julien Rojer Márcio Torres            | 6-2, 6-1                             |
| 2009      | Santiago González Horacio Zeballos           | Franco Ferreiro Júlio Silva                | 6-2, 7-65                            |
| 2010-2011 | Non joué                                     | Non joué                                   | Non joué                             |
| 2012      | Nicholas Monroe Simon Stadler                | Andre Begemann Jordan Kerr                 | 3-6, 7-5, [10-7]                     |
| 2013      | Marin Draganja Adrián Menéndez-Maceiras      | Marco Chiudinelli Peter Gojowczyk          | 6-4, 6-3                             |
| 2014      | Kevin King Juan Carlos Spir                  | Adrián Menéndez-Maceiras Agustín Velotti   | 6-3, 6-4                             |
| 2015      | Guillermo Durán Horacio Zeballos             | Sergio Galdós Guido Pella                  | 7-64, 6-4                            |
| 2016      | Marcus Daniell Artem Sitak                   | Santiago González Mate Pavić               | 6-3, 7-64                            |
| 2017      | Roberto Quiroz Caio Zampieri                 | Hans Hach Verdugo Adrián Menéndez-Maceiras | 6-4, 6-2                             |
| 2018      | Marcelo Arévalo Miguel Ángel Reyes-Varela    | Jay Clarke Kevin Krawietz                  | 6-1, 6-4                             |
| 2019      | Marcelo Arévalo Miguel Ángel Reyes-Varela    | Ariel Behar Roberto Quiroz                 | 1-6, 6-4, [12-10]                    |
| 2020-2021 | Non joué                                     | Non joué                                   | Non joué                             |
| 2022      | Nicolás Barrientos Miguel Ángel Reyes-Varela | Luis David Martínez Felipe Meligeni Alves  | 7–611, 6–2                           |